# 프라이스 앤더슨 법
프라이스 앤더슨 법(Price-Anderson act)은 원자력 이용시 사고가 발생한 경우 일반 국민을 보호하기 위해 1957년 미국에서 세계 최초로 제정된 원자력손해배상에 관한 법률이다. 원자력위원회로부터 운영허가를 받은 원자력 사업자 및 원자력위원회 원자력을 연구 개발하는 자에 의한 원자력 사고 발생시 책임 및 손해 배상에 대한 내용을 규정하고 있다.
제정초기에는 책임 범위를 제한하지 않았으나 2015년 기준 원자력 사고에 대한 민간 배상한도를 136억달러로 정하고 있으며 이를 위해 사업자에게 배상 재원 마련을 위한 민간 보험 가입을 의무화 하고 있다.

## 같이 보기
- 원자력 정책
- 원자력
- 핵발전 논란
- 미국 에너지부
- 미국 원자력 위원회